# Schloss Oberellen

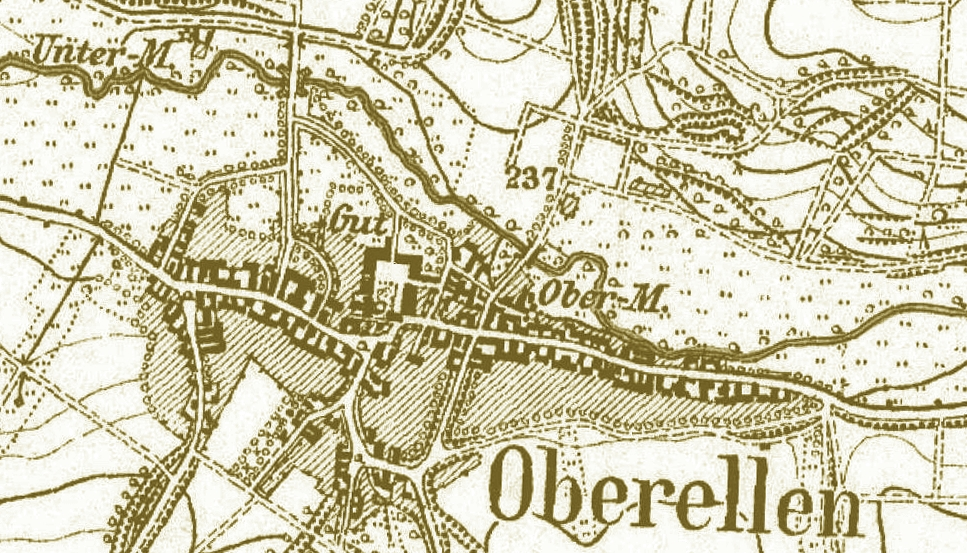
Lage der Guts- und Schlossgebäude in der Ortslage von Oberellen (1880)

Das Schloss Oberellen ist ein Renaissanceschloss und Herrenhaus eines zugehörigen Gutshofes im Ortsteil Oberellen der Gemeinde Gerstungen im Wartburgkreis in Thüringen. Das Schloss befindet sich im Zentrum der Ortslage neben der Kirche.

## Geschichte

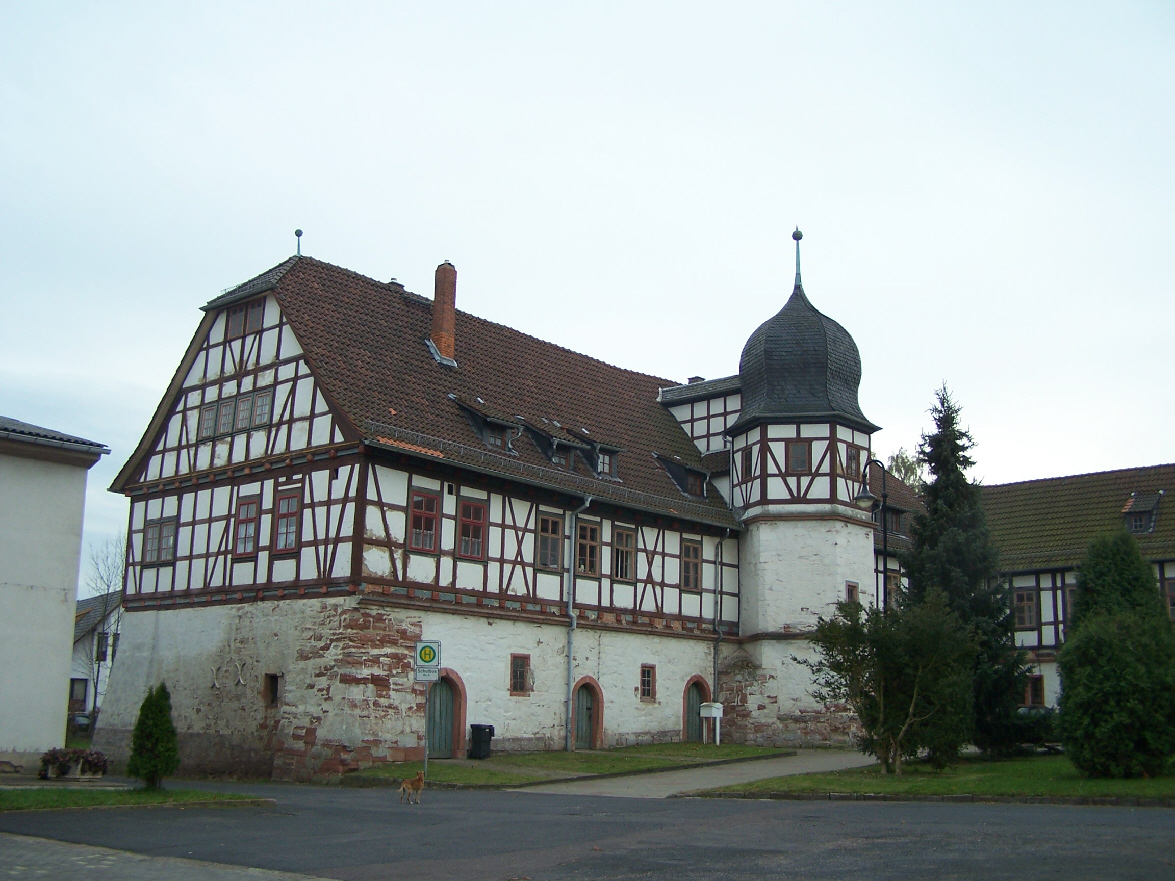
Teilansicht des Hauptgebäudes (2008)

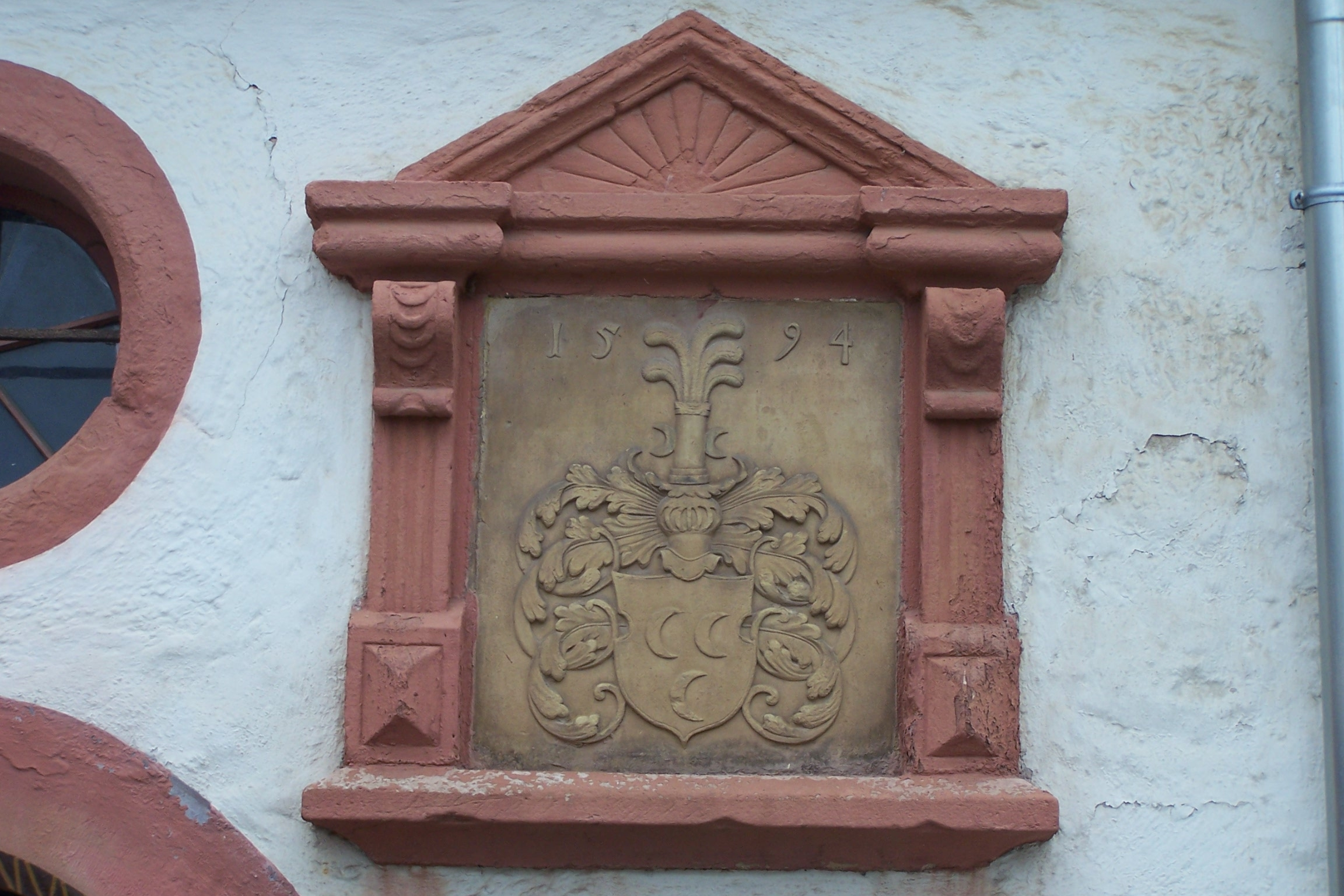
Wappenstein von 1594 am Hauptgebäude

Im 12. Jahrhundert war das Dorf Oberellen in den Besitz der Ritter von Goldbach gelangt, deren Stammsitz westlich von Gotha im gleichnamigen Dorf an der Nesse lag. Der Eigenbesitz zu Elnde wurde 1121 an das Kloster Reinhardsbrunn abgetreten. Eine im Ort bereits seit alters befindliche Kapelle wurde durch den Abt zur Propstei bestimmt und die vorhandenen Güter zu einem Wirtschaftshof des Klosters zusammengelegt. Mit der Säkularisation der Thüringer Klöster gelangte der Besitz 1543 an den kaiserlichen Offizier Conrad von Hanstein († 1553). Mit ihm übernahm die Eichsfelder Adelsfamilie von Hanstein das Dorf als Gerichts- und Lehnsherren. Das ab 1594 von einem Zweig der Familie von Hanstein errichtete Schloss wurde auf den Grundmauern des Wirtschaftshofes errichtet und ab 1604 von Lippold von Hanstein bewohnt. An den Portalen des Haupthauses wurden Wappentafeln aus dem frühen 17. Jahrhundert angebracht, sie erinnern an zum Obereller Zweig der Hansteins gehörende Mitglieder. Nach dem Absterben dieser Linie 1722 gelangte Oberellen an die Linien zu Henfstädt und zu Rothenbach. Theodor von Hanstein verkaufte den Besitz schließlich an eine Siedlungsgesellschaft.
Zwischen September 1923 und 1928 lebte der in Arnstadt geborene Maler A. Paul Weber im Schloss. Von 1966 bis 1986 lebte und arbeitete hier der Maler Karl Meusel. Heute befinden sich dort Gemeindeverwaltung, Bibliothek und eine Gaststätte.
Der als Vierflügelanlage auf massiven Untergeschossen erbaute Gebäudekomplex des Schlosses ist noch in Teilen erhalten. Die Scheunen, Stallungen und Wirtschaftsgebäude auf der West- und Nordseite des Ensembles wurden durch moderne Gebäude ersetzt. Das Hauptgebäude nimmt die Ostseite ein, den südlichen Abschluss bildet die Obereller Kirche. Südlich der Kirche wurde später noch ein als „Weißes Schloss“ bezeichnetes Wohnhaus von einem Zweig der Hansteins errichtet, was auf innerfamiliäre Zwistigkeiten schließen lässt.